# Butterflies Are Free
Butterflies Are Free (Brasil: Liberdade para as Borboletas / Portugal: Só as Borboletas São Livres) é um filme norte-americano de 1972, do gênero comédia romântica, dirigido por Milton Katselas.

## Sinopse
Jovem ajuda seu namorado cego a superar antigos traumas.

## Elenco
- Goldie Hawn .... Jill Tannery
- Edward Albert .... Don Baker
- Eileen Heckart .... sra. Baker
- Paul Michael Glaser .... Ralph
- Michael Warren .... Roy

## Principais prêmios e indicações
Oscar 1973 (EUA)
- Venceu na categoria de melhor atriz coadjuvante (Eileen Heckart).
- Indicado nas categorias de melhor fotografia e melhor som.

Globo de Ouro 1973 (EUA)
- Venceu na categoria de ator novato mais romissor (Edward Albert).
- Indicado nas categorias de melhor filme - musical / comédia, melhor ator de cinema - musical / comédia, melhor atriz de cinema - musical / comédia e melhor canção original (Carry Me).